# Thomas Asselijn
Pour les articles homonymes, voir Asselyn et Asselijn.
Thomas Asselijn, né Asselyn à Dieppe, v. 1620 et mort le 27 juillet 1701 à Amsterdam, est un poète et dramaturge hollandais.

## Biographie
Descendant d’une famille protestante française originaire de Dieppe en Normandie, il était le frère du peintre Jan Asselyn, du tireur d’or Abraham Asselijn (1609-1697) et, peut-être de Steven Asselijn, mort à l’âge de 15 ans et enterré dans l’Église wallonne. Les Asselin auraient fui la France en Hollande en 1628, après la prise de La Rochelle,. En 1631, l’acte de mariage d’Abraham précise que ses parents sont morts.
Déjà connu comme poète en 1639, Asselijn, qui exerçait alors la profession de relieur, épousa, alors à l’âge de 38 ans, Elisabeth Reijers, âgée de 25 ans, de la rue Warmoesstraat. À la mort de sa femme en 1655, le couple avait un enfant. En 1656, Asselijn se remaria Jannetje Westerhof, âgée de 18 ans (-1704), avec qui il eut cinq enfants, dont quatre morts en bas âge.
Asselijn se reconvertit comme teinturier de carmin et acheta une teinturerie à proximité de la Leidsegracht. En apparence prospère entre 1657 et 1662, il vécut dans le Keizersgracht. 1671 le voit au Bloemgracht, mais en 1678, il subit une banqueroute lors de laquelle son mobilier est évalué à « 181 florins et 15 cents ». En 1685, il dut céder ses biens en garantie d’une dette. Asselijn est mort chez son fils Louis, canal Nieuwezijds Achterburgwal.
Initialement, Asselijn a écrit dans le style de Jan Vos. Considérées parmi les meilleures de la seconde moitié du XVIIe siècle, ses trois comédies sur Jan Klaasz : Jan Klaasz, of Gewaande Dienstmagd, Kraam-bedt of kandeelmaal van Zaartje Jans et Echtscheiding van Jan Klaasz en Saartje lui ont valu le surnom de « Plaute d’Amsterdam » et l’ont placé au rang des principaux auteurs comiques du siècle d'or néerlandais.

## Œuvres
- Den grooten Kurieen, of Spaanschen bergsman, 1657.Cette pièce est  traduite d’une œuvre de Lope de Vega.
- Op- en ondergang van Mas Anjello, of Napelse beroerte, 1668.Le sujet de cette tragédie est les émeutes dirigées par le pêcheur napolitain Masaniello en 1647. Cette pièce a été critiquée par le poète Andries Pels.
- De Moort tot Luyk door den Graaf van Warfusé aan den Burgermeester de la Ruelle, 1671.Le sujet de cette pièce est l’assassinat de Sébastien La Ruelle par René de Renesse en 1637.
- Jan Klaasz of gewaande dienstmaagt, sortie : 1682, première représentation : 1683.Cette pièce, qui se déroule sur la Kattengat d’Amsterdam, met en scène des collégiants, auxquels Asselijn associe des quakers. Dans Samenspraak over de klucht van Jan Klaasz, Tusschen een poëet, commediant en een liefhebber der poezy Asselijn a été accusé de blasphème. Interdite, car certains Amsterdammois s’y étaient reconnus, cette pièce fut remise en scène à Hambourg en 1741[7].
- Kraambedt of kandeelmaal van Zaartje Jans, vrouw van Jan Klaazen, sortie : 1683, première représentation : 1684.
- De stiefmoer, 1684.Cette pièce a pour sujet trois travailleurs saisonniers allemands.
- Echtscheiding van Jan Klaasz en Saartje Jans, 1685.
- De Dood van de Graaven van Egmond en Hoorne, 1685.Cette pièce écrite après la révocation de l’Édit de Nantes fut interdite en décembre 1685, et ne fut pas jouée avant un an et demi, peut-être après des changements dans le texte[8].
- De stiefvaar, 1690.
- Juliaan de Medicis, 1691.
- De kwakzalver, 1692.
- De schoorsteenveger door liefde, 1692.
- De Belegering en Hongersnood van Samaria, 1692.
- De spilpenning, of verkwistende vrouw, 1693.